# Máy bay trực thăng tàng hình

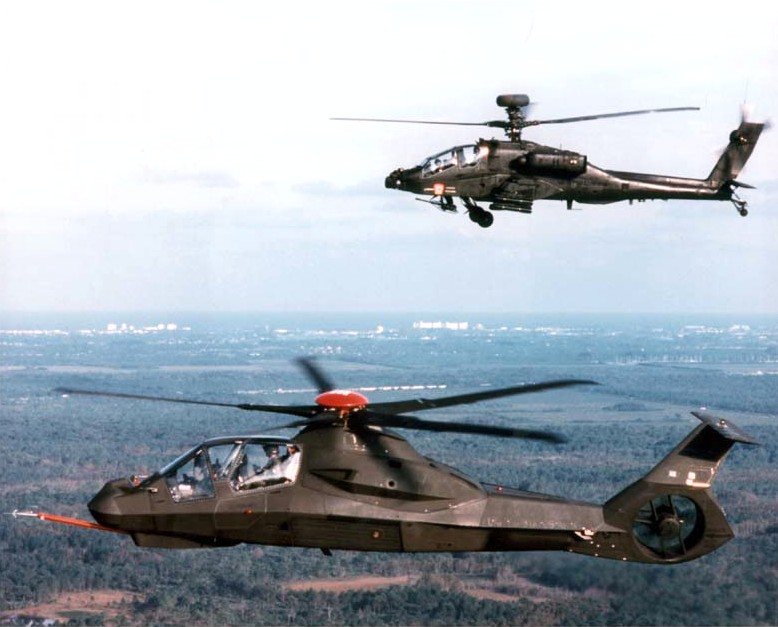
Một trực thăng RAH-66 Comanche tàng hình bay theo đội hình với một trực thăng AH-64 Apache không tàng hình

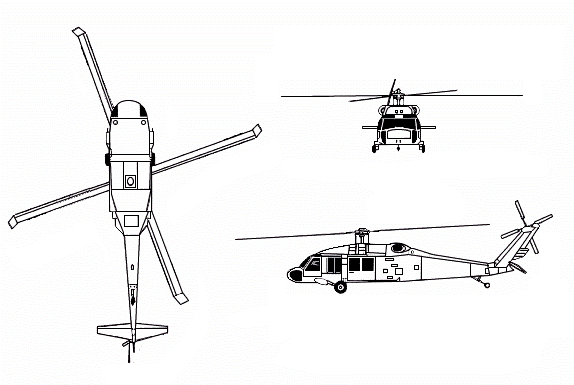

Máy bay trực thăng tàng hình (tiếng Anh: Stealth helicopters) là máy bay trực thăng kết hợp với công nghệ tàng hình để tránh phát hiện. Trong những năm vừa qua, các kiểu thiết kế cánh quạt đã và đang xuất hiện, có khả năng làm giảm bớt tiếng ồn một cách đáng kể. Cuộc đột kích vào khu nhà của Osama Bin Laden ngày 2 tháng 5 năm 2011 có sự tham gia của loại máy bay trực thăng UH-60 Blackhawk, được cải tiến rất nhiều cho các hoạt động yên lặng hơn và có công nghệ tàng hình để giảm độ phát hiện của radar.,

## Loại
Mặc dù không có máy bay trực thăng hoạt động chính thức nào hợp với mô tả ở trên nhưng có một số loại như thế không còn phục vụ, được đồn đại hay bị hủy bỏ kế hoạch sản xuất:
- Hughes 500P (1972), biệt danh "The Quiet One" vì được cải tiến để giảm tiếng ồn và được CIA sử dụng trong Chiến tranh Việt Nam để nghe lén[3]
- Boeing/Sikorsky RAH-66 Comanche (1996-2004),[2] chương trình phát triển bị hủy bỏ.
- Một Sikorsky UH-60 Black Hawk được sử dụng trong chiến dịch giết Osama bin Laden. Chiến máy bay này dường như có các đặc tính như vật liệu công nghệ cao, các góc độ thô, và các bề mặt bằng phẳng, trước đây từng được thấy chỉ trên các máy bay phản lực tàng hình.[4][5][6]